# Westwoodiella bicolor
Westwoodiella bicolor är en stekelart som beskrevs av Szepligeti 1904. Westwoodiella bicolor ingår i släktet Westwoodiella och familjen bracksteklar. Inga underarter finns listade i Catalogue of Life.